# Kamakiriad
Kamakiriad – druga płyta w dorobku Donalda Fagena z 1993 roku, utrzymana w jazzowo-popowym brzmieniu, z najbardziej znanymi z telewizji muzycznych utworami Tomorrow's Girls i Snowbound. 
Album, w zamyśle opowiadać ma o futurystycznej wyprawie sedanem przyszłości, a jednocześnie zwracać uwagę na problemy, przeżycia i doświadczenia związane z wiekiem średnim (pierwsza płyta odnosi się do okresu młodości, zaś ostatnia Morph the Cat do starości). Kamakiri w języku japońskim oznacza modliszkę.

## Lista utworów
1. Trans-Island Skyway – 6:30
2. Countermoon – 5:05
3. Springtime – 5:06
4. Snowbound – 7:08
5. Tomorrow's Girls – 6:17
6. Florida Room – 6:02
7. On the Dunes – 8:07
8. Teahouse on the Tracks – 6:09

## Twórcy
- Donald Fagen - instrumenty klawiszowe, śpiew
- Walter Becker - gitara basowa, gitara
- Randy Brecker - trąbka, skrzydłówka
- Cornelius Bumpus - saksofon tenorowy
- Angela Clemmons-Patrick - wokal wspierający
- Leroy Clouden - perkusja, instrumenty perkusyjne
- Ronnie Cuber - saksofon barytonowy
- Illinois Elohainu - saksofon tenorowy (muzyk fikcyjny, w rzeczywistości to sam Fagen gra te partie korzystając z keyboardu)
- Lawrence Feldman - flet, saksofon tenorowy
- Frank "Harmonica Frank" Floyd - wokal wspierający
- Diane Garisto - wokal wspierający
- Paul Griffin - organy hammonda
- Amy Helm - wokal wspierający
- Bashiri Johnson - instrumenty perkusyjne
- Birch Johnson - puzon
- Mindy Joslyn - wokal wspierający
- Brenda King - wokal wspierający
- Curtis King - wokal wspierający
- Lou Marini - klarnet, flet, saksofon altowy
- Dennis McDermott - perkusja
- Jenni Muldaur - wokal wspierający
- Christopher Parker - perkusja
- Angela Clemmon Patrick - wokal wspierający
- Jim Pugh - puzon
- Tim Ries - saksofon tenorowy
- Roger Rosenberg - saksofon barytonowy
- Alan Rubin - trąbka, skrzydłówka
- Catherine Russell - wokal wspierający
- Dian Sorel - wokal wspierający
- Fonzi Thornton - wokal wspierający
- David Tofani - saksofon tenorowy, flet
- Georg Wadenius - gitara

## Listy przebojów
Album
| Rok  | Zestawienie       | Pozycja |
| ---- | ----------------- | ------- |
| 1993 | The Billboard 200 | 10      |

Single
| Rok  | Singel             | Zestawienie            | Pozycja |
| ---- | ------------------ | ---------------------- | ------- |
| 1993 | "Tomorrow's Girls" | Mainstream Rock Tracks | 20      |